# Werkverschaffingsgebouw (Steenwijk)

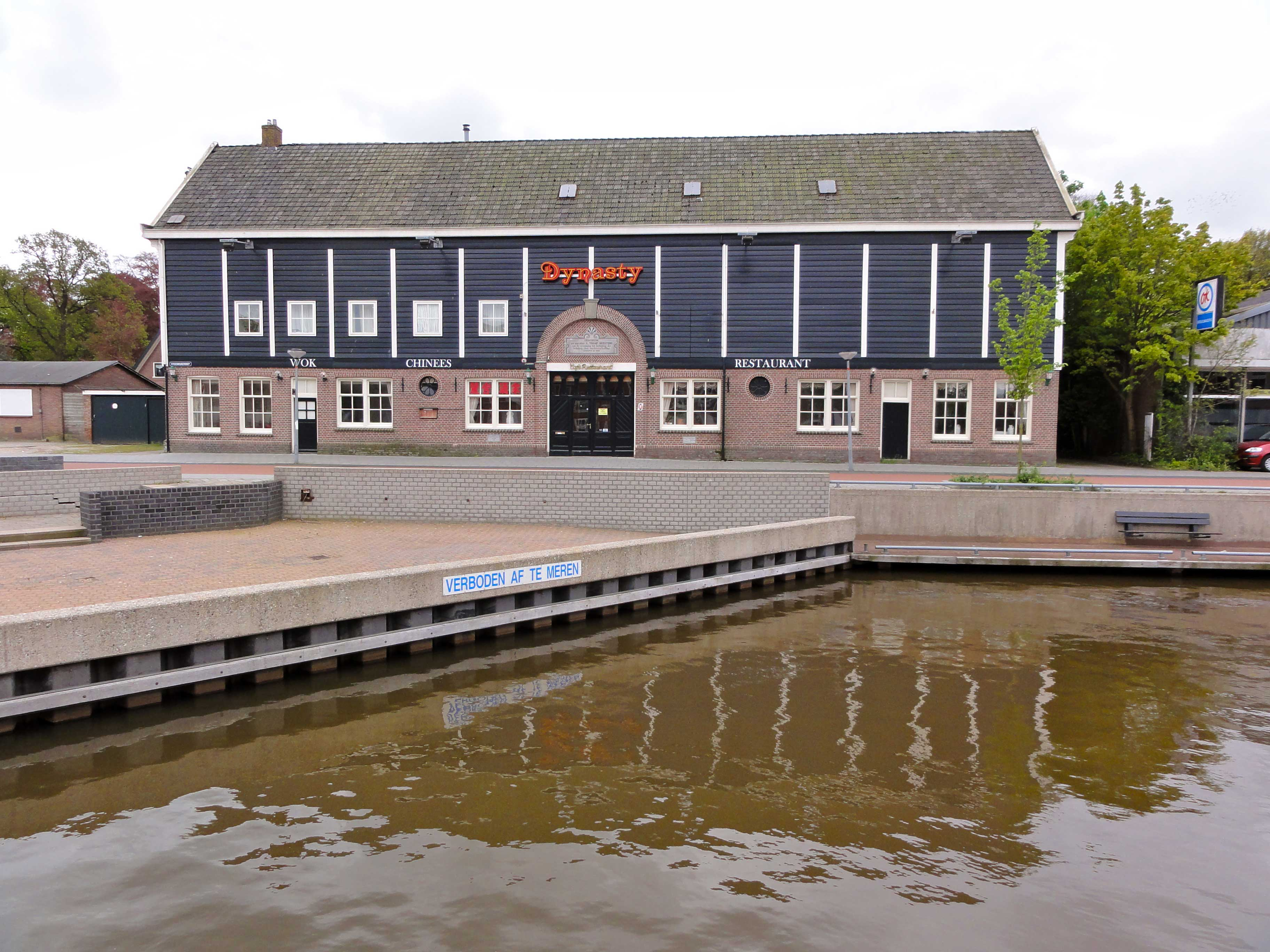
Het voormalige Werkverschaffingsgebouw aan het Steenwijkerdiep te Steenwijk

Het werkverschaffingsgebouw aan het Steenwijkerdiep in de Nederlandse plaats Steenwijk werd in 1895 gebouwd ten behoeve van de Steenwijkse Vereeniging tot bestrijding der bedelarij door werkverschaffing.
Het werkverschaffingsgebouw kon gerealiseerd worden dankzij een gift van de houthandelaar Salco Tromp Meesters, die in 1895 overleed. De eerste stenen van het gebouw werden gelegd door zijn twee kleinzonen, Willem Frederik en Salco Tromp Meesters. Een gevelplaat en twee ingemetselde stenen herinneren aan de schenker Salco Tromp Meesters en zijn beide kleinzonen. De vereniging tot bestrijding der bedelarij gebruikte het gebouw als een mattenvlechterij. Ook in de jaren vlak na de Tweede Wereldoorlog heeft het nog voor dit doel gediend. Later werd het pand gebruikt door een vloerbedekkingsbedrijf. Sinds 1992 heeft het gebouw een horecafunctie.
Ondanks de ingrijpende wijzigingen van het gebouw door de veranderde functie is het vanwege de oorspronkelijke functie en de architectonische en historische waarde erkend als een rijksmonument.